# Kapellenbach (Bünzau)
Der Kapellenbach (in alten Karten auch Kapellenbek oder Spannbek) ist ein Nebenfluss der Bünzau in Schleswig-Holstein. 
Der Fluss hat eine Länge von ca. 3 km. Er entspringt in der Nähe der L121 südöstlich von Aukrug-Homfeld, speist im Ortsteil Bünzen den Mühlenteich der Bünzer Wassermühle und mündet dort in die Bünzau.